# 大真国
大真国（だいしんこく）は、東真国や東夏国とも称され、13世紀に蒲鮮万奴が中国東北部で建国した女真系国家である。

## 概要
蒲鮮万奴は金朝の女真将領であり、遼東宣撫使に任じられて契丹の首領の耶律留哥の反乱鎮圧を担当していた。しかし1215年に自立して天王を号し、国号を大真と定め、年号を天泰とした。当時中国東北部にあった金朝の猛安・謀克がこれに呼応している。1216年にいったんモンゴル帝国に降伏したが、1217年再度自立した。最盛期の領域は、北西は上京城（現在の黒竜江省ハルビン市阿城区の白城子）に、南西は婆速路（現在の遼寧省丹東市振安区の九連城）と一部の遼東半島に、東南は曷懶路（現在の北朝鮮咸鏡北道吉州郡）と恤品路（現在の外満洲ウスリースク）に及んだ。
大真国前期の政治的中心は咸平（現在の遼寧省鉄嶺市開原市の北）にあり、モンゴルより再度自立した後は南京（現在の吉林省延辺朝鮮族自治州図們市の磨磐山山城）に置かれた。蒲鮮万奴は金朝の官制に倣って国内に諸官を設置し、軍事機構には猛安・謀克制度を採用した。
1233年、オゴデイは皇子のグユクを派遣し蒲鮮万奴を攻撃、恤品路にて捕虜にし、ここに大真国は滅亡した。しかしその後モンゴルは万奴及びその子孫に旧領を管理させ、その藩属としている。クビライが元朝を建国すると、大真国の地には遼陽等処行中書省が設置され、大真国の名称は史料から消失する。